# Michael Baxandall
Michael David Kighley Baxandall (* 18. August 1933 in Cardiff; † 12. August 2008 in London) war ein britischer Kunsthistoriker und Professor am Warburg- and Courtauld Institute der University of London sowie an der University of California, Berkeley.

## Leben
Baxandall war der Sohn von David Baxandall, einem Museumskurator, der zeitweilig Direktor der National Gallery of Scotland war. Er besuchte die Manchester Grammar School und studierte später bei F. R. Leavis Englische Literatur am Downing College, Cambridge. Er verbrachte ein Jahr an der Universität Pavia (1955–1956), lehrte sodann an der Internationalen Schule in St. Gallen in der Schweiz (1956–1957). Zuletzt ging er an die Universität München, um dort Vorlesungen des Kunsthistorikers Hans Sedlmayr zu hören. Außerdem arbeitete er am dortigen Zentralinstitut für Kunstgeschichte. Er kehrte 1958 nach London zurück, wo eine lange berufliche Verbindung mit dem Warburg Institute begann. Zunächst betreute er die „Photographic Collection“. Dort begegnete er Kay Simon, die er 1963 ehelichte.
Baxandall war 1974 Slade Professor of Fine Art an der Universität Oxford und Träger des Aby-M.-Warburg-Preises 1988. Weiterhin erhielt er für sein Werk The Limewood Sculptors Of Renaissance Germany (1980, dt. „Die Kunst der Bildschnitzer“) den Mitchell-Preis. 1982 wurde er Mitglied (Fellow) der British Academy. 1988 war er MacArthur Fellow, 1991 wurde er in die American Academy of Arts and Sciences gewählt.

## Werk
Ein Schwerpunkt seiner Forschungsarbeit war die italienische Renaissance. An ihrer Malerei entwickelte er die These, dass Bilder als Dokumente über ihre Zeit gelesen werden können.

„Ein altes Bild dokumentiert eine visuelle Handlung. Man muß lernen, es zu lesen, genauso wie man lernen muß, einen Text aus einer anderen Kultur zu lesen, selbst wenn man in gewissem Sinne die Sprache kennt: Sprache und bildliche Darstellung sind konventionsgebundene Tätigkeiten.“

In seinem Werk „Die Wirklichkeit der Bilder“ analysierte er die Struktur des Gemäldehandels im 15. Jahrhundert. Die Grundlage für hochwertige Malerei waren Verträge zwischen den Klienten und den Malern. Dabei bestimmte der Klient, was gemalt werden sollte. Er entschied auch wie er die Herstellungskosten berechnete und legte den Verdienst des Meisters und seiner Gehilfen fest. Dies schlug sich in den Gemälden nieder und daher sind „Gemälde [...] unter anderem versteinerte Formen des ökonomischen Lebens“.
Michael Baxandall gehört zu den Pionieren, die die Rolle der Rhetorik und des Renaissance-Humanismus für die Entwicklung der bildenden Künste am Beginn der frühen Neuzeit hervorgehoben haben.
Baxandall wird darüber hinaus als einer der Forscher angesehen, die neue Wege zum Verständnis der Skulptur des süddeutschen Raumes im 15. Jahrhundert beschritten haben. Er verwendete hierfür den Begriff „floride“ Skulptur (von lat. flora, die Pflanzenwelt, Blume).

## Werke (Auswahl)
- Giotto and the Orators. Humanist observers of painting in Italy and the discovery of pictorial composition 1350-1450. Oxford 1971.
- Die Wirklichkeit der Bilder. Malerei und Erfahrung im Italien der Renaissance. Wagenbach, Berlin 1990. ISBN 3-8031-3601-6 (im Original: Painting and Experience in 15th Century Italy, Oxford University Press, 1972).
- Die Kunst der Bildschnitzer. Tilman Riemenschneider, Veit Stoß & ihre Zeitgenossen. Beck, München 2004. ISBN 3-406-52368-4 (im Original: The Limewood Sculptors of Renaissance Germany, Yale University Press, 1980).
- Ursachen der Bilder. Über das historische Erklären der Kunst. Reimer, Berlin 1990. ISBN 3-496-01072-X (im Original: Patterns of Intention: On the Historical Explanation of Pictures, Yale University Press, 1985).
- (mit Svetlana Alpers) Tiepolo und die Intelligenz der Malerei. Reimer, Berlin 1996. ISBN 3-496-01148-3 (im Original: Tiepolo and the Pictorial Intelligence, Yale University Press, 1996).
- Löcher im Licht. Der Schatten und die Aufklärung, Fink, München, 1998, ISBN 3-7705-3100-0 (im Original: Shadows and Enlightenment, Yale University Press, 1997).